# NGC 271
NGC 271 este o galaxie spirală barată situată în constelația Balena. A fost descoperită în 1 octombrie 1785 de către William Herschel. De asemenea, a fost observată încă o dată în 6 septembrie 1831 de către John Herschel.